# Campionato rumeno di pallavolo femminile
Il campionato rumeno di pallavolo femminile è un insieme di tornei pallavolistici per squadre di club rumene, istituiti dalla Federazione pallavolistica della Romania.

## Struttura
- Campionati nazionali professionistici:

Divizia A1: a girone unico, partecipano dodici squadre.
- Campionati nazionali non professionistici:

Divizia A2: a due gironi, partecipano dodici squadre.